# La mòmia: La tomba de l'emperador drac
La mòmia: La tomba de l'emperador drac (en anglès i versió original: The Mummy: Tomb of the Dragon Emperor) és una pel·lícula estatunidenca, alemanya i canadenca del 2008, dirigida per Rob Cohen i amb guió de Miles Millar i Alfred Gough. És la continuació de The Mummy i The Mummy Returns, i tornen a encarregar-se de la producció Bob Ducsay, Sean Daniel, Stephen Sommers i James Jacks. La pel·lícula ha estat produïda per la companyia cinematogràfica Alphaville Films i va començar a rodar-se el 27 de juliol de 2007 a Mont-real i després a la Xina. En principi, es comptava amb la col·laboració de Rachel Weisz, però a causa de la seva agenda l'actriu va rebutjar l'oportunitat. Està doblada al català.

## Argument
A la tercera entrega de la saga, Brendan Fraser torna a encarnar l'explorador Rick O'Connell, que s'haurà d'enfrontar al ressuscitat emperador Qin (Jet Li), en un conte èpic que comença a les tombes de l'antiga Xina i acaba als gelats cims de l'Himàlaia. En aquesta nova aventura, Rick té per companys el seu fill Alex (el nouvingut Luke Ford), la seva esposa Evelyn (Maria Bello) i el germà d'aquesta, Jonathan (John Hannah). La família O'Connell haurà de detenir a una mòmia que acaba de despertar-se d'una maledicció llançada fa 2.000 anys abans que esclavitzi al món sencer.
Condemnats per una bruixa traïdora (Michelle Yeoh) a romandre en mort aparent per a l'eternitat, el despietat emperador xinès Drac i els seus deu mil guerrers han esperat a la seva àmplia tomba de fang, oblidats de tots, durant cents d'anys, qual exèrcit de terracota. Però quan enganyen el jove aventurer i arqueòleg Alex O'Connel perquè desperti del seu son etern al temible governant, no li queda més remei que demanar ajuda a les úniques persones que saben més que ell sobre els no morts: els seus pares.
El monarca torna a la vida amb tot el seu poder i els nostres protagonistes descobreixen aviat que el seu afany de dominació no ha fet més del que creix en tots aquests anys. Servint-se de poders sobrenaturals inimaginables, l'Emperador Mòmia travessarà l'Extrem Orient amb la seva legió sense que ningú pugui detenir-lo... llevat que els O'Connell trobin la forma de fer-ho.

## Repartiment
- Brendan Fraser com Richard O'Connell
- John Hannah com Jonathan Carnahan
- Jet Li com l'emperador Qin Shi Huang
- Maria Bello com Evelyn Carnahan-O'Connell
- Michelle Yeoh com Zijuan
- Luke Ford com Alex O'Connell